# Ingimundur Ingimundarson
Ingimundur Ingimundarson (Reykjavík, 29 de janeiro de 1980) é um handebolista profissional islandês, medalhista olímpico.
Ingimundur Ingimundarson fez parte do elenco da inédita medalha de prata, em Pequim 2008.